# 22gy busz (Budapest)
A budapesti 22-es (gyors 22-es) jelzésű autóbusz a Moszkva tér és Budakeszi, Táncsics Mihály utca közlekedett. A járatot a Budapesti Közlekedési Zrt. üzemeltette. Csak munkanapokon a reggeli és a délutáni csúcsidőben közlekedett, a 22-es busz gyorsjárata volt.

## Története
1977. január 1-jén a korábbi 122-es jelzésű gyorsjárat a 22-es jelzést kapta. A járat ekkor a Moszkva tér és Budakeszi, Táncsics Mihály utca között, hétköznap csak csúcsidőben, míg hétvégén egész nap járt, a Mező garázs által kiadott Ikarus 260-as szóló buszokkal. 1977. május 2-ától hétköznap is teljes üzemidőben közlekedett, a vonalat az Óbudai garázs vette át változatlan típussal. 1986-tól a Fürst garázs is adott járműveket a vonalra, majd egy év múlva teljesen visszakerült Óbudához. 1988 őszétől az Erdő utcánál is megállt. 1990. szeptember 3-án üzemideje lecsökkent, hétköznap újra csak csúcsidőszakban járt. 1992. március 16-án új megállót kapott a Kuruclesi útnál. 1993. március 1-jén típusváltás történt, a 260-asok helyett Ikarus 415-ösök közlekedtek. 1994. szeptember 1-jétől már hétvégén sem járt.
2006. június 12-étől augusztus 18-áig a 2-es metró felújítása idején a Lánchídon keresztül az Astoriáig hosszabbították, a Moszkva tértől a Batthyány tér, a Roosevelt tér, a József nádor tér és a Deák Ferenc tér megállókban állt meg és szintén csak hétköznap járt.
2008. szeptember 8-ától 22E jelzéssel közlekedett 2012. május 11-ei megszűnéséig.

## Útvonala
| Budakeszi, Táncsics Mihály utca felé                                                                                | Moszkva tér felé                                                                                                   |
| --- | --- |
| Moszkva tér vá. – Szilágyi Erzsébet fasor – Budakeszi út – Budakeszi, Fő utca – Budakeszi, Táncsics Mihály utca vá. | Budakeszi, Táncsics Mihály utca vá. – Fő utca – Budapest, Budakeszi út – Szilágyi Erzsébet fasor – Moszkva tér vá. |

## Megállóhelyei
Az átszállási kapcsolatok között az azonos útvonalon közlekedő 22-es busz nincsen feltüntetve.
| 22 (Moszkva tér ◄► Budakeszi, Táncsics Mihály utca) | 22 (Moszkva tér ◄► Budakeszi, Táncsics Mihály utca) | 22 (Moszkva tér ◄► Budakeszi, Táncsics Mihály utca)                                                | 22 (Moszkva tér ◄► Budakeszi, Táncsics Mihály utca) | 22 (Moszkva tér ◄► Budakeszi, Táncsics Mihály utca) | 22 (Moszkva tér ◄► Budakeszi, Táncsics Mihály utca)                                       | 22 (Moszkva tér ◄► Budakeszi, Táncsics Mihály utca)                                           | 22 (Moszkva tér ◄► Budakeszi, Táncsics Mihály utca) |
| Perc (↓)                                            | Perc (↓)                                            | Megállóhely                                                                                        | Perc (↑)                                            | Perc (↑)                                            | Átszállási kapcsolatok                                                                    | Átszállási kapcsolatok                                                                        |                                                     |
| 1977                                                | 2008                                                | Megállóhely                                                                                        | 1977                                                | 2008                                                | a járat indításakor (1977)                                                                | a járat megszűnésekor (2008)                                                                  |                                                     |
| --------------------------------------------------- | --------------------------------------------------- | -------------------------------------------------------------------------------------------------- | --------------------------------------------------- | --------------------------------------------------- | ----------------------------------------------------------------------------------------- | --------------------------------------------------------------------------------------------- | --------------------------------------------------- |
| 0                                                   | 0                                                   | Moszkva tér végállomás                                                                             | 24                                                  | 20                                                  | 5, 5, 12, 12A, 12, 16, 16A, 21, 28, 39, 49, 56, 56E, 84, 128, 156, J 4, 6, 18, 56, 59, 61 | 5, 10, 28, 39, 56, 90, 90A, 110, 128, 149, 156, 158, 190 4, 6, 18, 56, 59, 61 Helyközi buszok |                                                     |
| 5                                                   | 5                                                   | Budagyöngye                                                                                        | 19                                                  | 15                                                  | 56 , 58                                                                                   | 56, 158 56 Helyközi buszok                                                                    |                                                     |
| ∫                                                   | 7                                                   | Kuruclesi út                                                                                       | ∫                                                   | 12                                                  | Nem érintette                                                                             | 158 Helyközi buszok                                                                           |                                                     |
| 10                                                  | 9                                                   | Vízművek                                                                                           | 14                                                  | 11                                                  |                                                                                           | Helyközi buszok                                                                               |                                                     |
| 12                                                  | 10                                                  | Dénes utca                                                                                         | 12                                                  | 10                                                  |                                                                                           | Helyközi buszok                                                                               |                                                     |
| 16                                                  | 13                                                  | Laktanya                                                                                           | 8                                                   | 7                                                   |                                                                                           |                                                                                               |                                                     |
| 17                                                  | 14                                                  | Országos Korányi TBC Intézet                                                                       | 7                                                   | 6                                                   |                                                                                           | Helyközi buszok                                                                               |                                                     |
| Budapest–Budakeszi közigazgatási határa             |                                                     | |                                                     |                                                     |                                                                                           |                                                                                               |                                                     |
| 19                                                  | 15                                                  | Szanatórium utca (korábban: Fodor József TBC-Gyógyintézet; Országos Orvosi Rehabilitációs Intézet) | 5                                                   | 5                                                   |                                                                                           | Helyközi buszok                                                                               |                                                     |
| 20                                                  | 16                                                  | Erkel Ferenc utca (korábban: Erkel utca)                                                           | 4                                                   | 4                                                   |                                                                                           | Helyközi buszok                                                                               |                                                     |
| 21                                                  | 17                                                  | Gyógyszertár                                                                                       | 3                                                   | 3                                                   |                                                                                           | Helyközi buszok                                                                               |                                                     |
| 22                                                  | 19                                                  | Budakeszi, városháza (korábban: Tanácsháza, Községháza)                                            | 2                                                   | 2                                                   |                                                                                           | Helyközi buszok                                                                               |                                                     |
| ∫                                                   | 20                                                  | Erdő utca                                                                                          | ∫                                                   | 1                                                   | Nem érintette                                                                             |                                                                                               |                                                     |
| 24                                                  | 21                                                  | Budakeszi, Táncsics Mihály utca végállomás                                                         | 0                                                   | 0                                                   | 40                                                                                        | Helyközi buszok                                                                               |                                                     |